# Live Insanity
Live Insanity — сольный концертный альбом Тони Макалпина, вышедший в 1997 году.

## Об альбоме
В основу материала диска легла запись концерта в голливудском клубе «The Roxy» 4 октября 1997 года. В ходе концерта Макалпину аккомпанировали бас-гитарист Рики Рикардо и ударник Майк Террана. Для последнего этот альбом стал уже четвёртым логплеем в дискографии Тони Макалпина. Сет-лист концерта охватывает практически всё творчество музыканта, за исключением композиций с дисков Eyes of the World и Madness.
Live Insanity выпускался дважды, в 1997 году японской фирмой «Victor Entertainment» и в 2004 году — «Lion Music». Релиз, распространяемый компанией «Lion», вышел под обложкой не согласованной с самим Макалпином.

## Список композиций
Вся музыка написана (если не указано иначе) — Тони Макалпин.
| №                   | Название                                                    | Длительность |
| ------------------- | ----------------------------------------------------------- | ------------ |
| 1.                  | «The Vision»                                                | 5:02         |
| 2.                  | «The Sage»                                                  | 4:45         |
| 3.                  | «Sacred Wonder»                                             | 4:19         |
| 4.                  | «Box Office Poison / Piano Solo» (Макалпин, Фредерик Шопен) | 11:11        |
| 5.                  | «Rusalka»                                                   | 7:10         |
| 6.                  | «Carolina Blue»                                             | 4:47         |
| 7.                  | «Stream Dream»                                              | 4:40         |
| 8.                  | «King's Cup»                                                | 4:24         |
| 9.                  | «The Taker»                                                 | 3:32         |
| Общая длительность: | Общая длительность:                                         | 49:50        |

## Участники записи
- Тони Макалпин — гитары, клавишные, фортепиано
- Рики Рикардо — бас
- Майк Террана — барабаны